# Гливинский, Руслан Иосифович
Руслан Иосифович Гливинский (укр. Руслан Йосипович Глівінський; род. 7 февраля 1975) — украинский легкоатлет, специалист по прыжкам в высоту. Выступал за сборную Украины по лёгкой атлетике в конце 1990-х — начале 2000-х годов, победитель и призёр первенств национального значения, участник летних Олимпийских игр в Сиднее. Мастер спорта Украины международного класса.

## Биография
Руслан Гливинский родился 7 января 1975 года.
Занимался лёгкой атлетикой в Одессе, проходил подготовку в Одесской областной специализированной детско-юношеской спортивной школе олимпийского резерва. Окончил факультет технологии консервирования и виноделия Одесской государственной академии пищевых технологий (1999).
Принимал участие в соревнованиях национального уровня начиная с 1996 года.
Впервые заявил о себе в прыжках в высоту на международном уровне в сезоне 1997 года, когда вошёл в состав украинской национальной сборной и выступил на молодёжном европейском первенстве в Турку — прыгнул здесь на 2,05 метра и в финал не вышел.
В феврале 1998 года одержал победу на зимнем чемпионате Украины во Львове (2,20).
В августе 2000 года на соревнованиях в Киеве установил свой личный рекорд в прыжках в высоту на открытом стадионе — 2,28 метра. Благодаря череде удачных выступлений удостоился права защищать честь страны на летних Олимпийских играх в Сиднее — в программе прыжков в высоту на предварительном квалификационном этапе показал результат 2,15 метра, чего оказалось недостаточно для выхода в финал.
После сиднейской Олимпиады Гливинский остался действующим спортсменом и продолжил принимать участие в различных легкоатлетических стартах. Так, в феврале 2002 года на турнире в Киеве он установил личный рекорд в прыжках в длину в закрытых помещениях — 2,23 метра, тогда как в июне с результатом 2,20 превзошёл всех соперников и завоевал золото на летнем чемпионате Украины в Донецке.
Завершил спортивную карьеру по окончании сезона 2008 года.
За выдающиеся спортивные достижения удостоен почётного звания «Мастер спорта Украины международного класса» (2008).